# جون هنري روجرز
جون هنري روجرز (بالإنجليزية: John Henry Rogers)‏ (و. 1845 – 1911 م) هو محام، وقاض من الولايات المتحدة الأمريكية .
وهو عضو في الحزب الديمقراطي الأمريكي .